# Campeonato Italiano de Futebol de 1899
O Campeonato Italiano de Futebol de 1899 foi a segunda edição deste certame, que em 1929 daria lugar a Serie A. Foi organizado pela FIF (Federazione Italiana del Football, atual FIGC) sob a denominação Campionato Nazionale di Football 1899. A final foi disputada pelas mesmas equipes do ano anterior, e também com o Genoa vencendo a Internazionale Torino.

## Participantes
| Clube                                           | Cidade | Região   | Situação na edição anterior |
| ----------------------------------------------- | ------ | -------- | --------------------------- |
| Genoa Cricket and Football Club                 | Gênova | Ligúria  | Campeão                     |
| Società Ginnastica di Torino (seção de futebol) | Turim  | Piemonte | Semifinalista (4º lugar)    |
| Liguria Foot Ball Club                          | Gênova | Ligúria  | ―                           |
| Internazionale Torino                           | Turim  | Piemonte | Vice-campeão                |
| Football Club Torinese                          | Turim  | Piemonte | Semifinalista (3º lugar)    |

## Qualificações
O primeiro jogo foi disputado em 2 de abril e o segundo no dia 9 de abril de 1899.
| Equipe 1              | Resultado  | Equipe 2          |
| --------------------- | ---------- | ----------------- |
| Ginnastica Torino     | 2-0(prorr) | FC Torinese       |
| Internazionale Torino | 2-0        | Ginnastica Torino |

## Final
Disputada em 16 de abril de 1899.
| Equipe 1 | Resultado | Equipe 2              |
| -------- | --------- | --------------------- |
| Genoa    | 3-1       | Internazionale Torino |

## Premiação
| Campeonato Italiano de Futebol de 1899 |
| -------------------------------------- |
| Genoa Campeão (2° título)              |

## Equipe campeã
| Time do Genoa:            |  |
|                           |  |
| William Baird             |  |
| Ernesto De Galleani       |  |
| Fausto Ghigliotti         |  |
| Enrico Pasteur II         |  |
| James Richardson Spensley |  |
| Edoardo Pasteur I         |  |
| Howard Passadoro          |  |
| Charles Arkless           |  |
| Étienne Deteindre         |  |
| Joseph William Agar       |  |
| Henri Arthur Dapples      |  |
| Norman Victor Leaver      |  |